# Nina Wörz
Nina Wörz (n. 14 noiembrie 1980, Bremen) este o handbalistă din Germania care joacă pentru clubul ungar Siófok KC și pentru echipa națională a Germaniei pe postul de centru. Wörz a debutat pentru selecționata țării sale pe 19 februarie 1999, într-un meci împotriva Poloniei.
Wörz a fost componentă a echipei Germaniei care a câștigat medalia de bronz la Campionatul Mondial din 2007 și a participat la Jocurile Olimpice din 2008 de la Beijing, unde Germania a terminat pe locul 11. Ea a luat parte la Campionatul European din 2008 și la Campionatul Mondial din 2009, găzduit de China. În 2010, ea a participat la Campionatul European din 2010, unde Germania s-a clasat pe locul al 13-lea.
În martie 2015, Nina Wörz a fost convocată din nou la națională pentru a lua parte la competiția amicală Trofeul Carpați.

## Palmares
- Campionatul Sloveniei:
  - Câștigătoare: 2013, 2014

- Cupa Sloveniei:
  -  Câștigătoare: 2013, 2014

- Campionatul Danemarcei:
  - Câștigătoare: 2012

- Campionatul Germaniei:
  - Câștigătoare: 2002, 2006

- Cupa DHB:
  -  Câștigătoare: 2006

- Liga Campionilor EHF:
  - Semifinalistă: 2013

- Cupa EHF:
  -  Câștigătoare: 2010

- Campionatul Mondial:
  -  Medalie de bronz: 2007